# Super Bowl XXIV
Super Bowl XXIV je bio završna utakmica 70. po redu sezone nacionalne lige američkog nogometa. U njoj su se sastali pobjednici AFC konferencije Denver Broncosi i pobjednici NFC konferencije San Francisco 49ersi. Pobijedili su 49ersi rezultatom 55:10, kojima je to bio četvrti osvojeni naslov, drugi zaredom.
Utakmica je odigrana na stadionu Louisiana Superdome u New Orleansu u Louisiani, kojem je to bilo sedmo domaćinstvo Super Bowla, četvrto na ovom stadionu (zadnje Super Bowl XX 1986. godine.

## Tijek utakmice
| Četvrtina | Vrijeme | Momčad | Informacija o promjeni rezultata                                                | Rezultat | Rezultat |
| Četvrtina | Vrijeme | Momčad | Informacija o promjeni rezultata                                                | Broncos  | 49ers    |
| --------- | ------- | ------ | ------------------------------------------------------------------------------- | -------- | -------- |
| 1         | 10:06   | SF     | touchdown dodavanjem (Montana-Rice), uspješan pokušaj za dodatni poen (Cofer)   | 0        | 7        |
| 1         | 6:47    | DEN    | field goal (Treadwell)                                                          | 3        | 7        |
| 1         | 0:03    | SF     | touchdown dodavanjem (Montana-Jones), promašen pokušaj za dodatni poen          | 3        | 13       |
| 2         | 7:15    | SF     | touchdown probijanjem (Rathman), uspješan pokušaj za dodatni poen (Cofer)       | 3        | 20       |
| 2         | 0:34    | SF     | touchdown dodavanjem (Montana-Rice), uspješan pokušaj za dodatni poen (Cofer)   | 3        | 27       |
| 3         | 12:48   | SF     | touchdown dodavanjem (Montana-Rice), uspješan pokušaj za dodatni poen (Cofer)   | 3        | 34       |
| 3         | 9:44    | SF     | touchdown dodavanjem (Montana-Taylor), uspješan pokušaj za dodatni poen (Cofer) | 3        | 41       |
| 3         | 6:53    | DEN    | touchdown probijanjem (Elway), uspješan pokušaj za dodatni poen (Treadwell)     | 10       | 41       |
| 4         | 14:57   | SF     | touchdown probijanjem (Rathman), uspješan pokušaj za dodatni poen (Cofer)       | 10       | 48       |
| 4         | 13:47   | SF     | touchdown probijanjem (Craig), uspješan pokušaj za dodatni poen (Cofer)         | 10       | 55       |

## Statistika utakmice

### Statistika po momčadima
| Statistika                                                      | Denver Broncos | San Francisco 49ers |
| --------------------------------------------------------------- | -------------- | ------------------- |
| Prvih pokušaja                                                  | 12             | 28                  |
| Ukupno osvojenih jardi                                          | 167            | 461                 |
| Broj napada probijanjem                                         | 17             | 44                  |
| Ukupno jardi osvojenih probijanjem                              | 64             | 144                 |
| Broj napada s kompletiranim dodavanjem/ukupno napada dodavanjem | 11/29          | 24/32               |
| Ukupno jardi osvojenih dodavanjem                               | 103            | 317                 |
| Izgubljenih lopti                                               | 4              | 0                   |
| Prekršaji (izgubljenih jardi)                                   | 0 (0)          | 4 (38)              |
| Vrijeme posjeda lopte (min:s)                                   | 20:29          | 39:31               |

### Statistika po igračima
| Quarterback      | Dodavanja* | Yds** | TD*** | Int**** |
| ---------------- | ---------- | ----- | ----- | ------- |
| John Elway (DEN) | 10/26      | 108   | 0     | 2       |
| Joe Montana (SF) | 22/29      | 297   | 5     | 0       |

Napomena: * - broj kompletiranih dodavanja/ukupno dodavanja, ** - ukupno jardi dodavanja, *** - broj touchdownova (polaganja), **** - broj izgubljenih lopti